# Sanicula
Sanicula és un gènere de plantes amb flors dins la familia apiàcia. El gènere té unes 40 espècies de les quals 22 a Amèrica del Nord. Als Països Catalans està representat per l'espècie Sanicula europaea (sanícula)

## Taxonomia
- S. arctopoides,
- S. arguta,
- S. bipinnata,
- S. bipinnatifida,
- S. canadensis,
- S. crassicaulis,
- S. europaea,
- S. graveolens,
- S. gregaria,
- S. hoffmannii,
- S. laciniata,
- S. marilandica,
- S. maritima,
- S. mariversa,
- S. peckiana, Peck's sanicle.
- S. purpurea,
- S. sandwicensis.
- S. saxatilis,
- S. tracyi,
- S. tuberosa,